# Floriane Gnafoua
Floriane Gnafoua (* 30. Januar 1996 in Saint-Cloud) ist eine französische Sprinterin.

## Karriere
2014 qualifizierte sich Gnafoua für die Juniorenweltmeisterschaften in Eugene und gelangte über 100 Meter ins Halbfinale und schied mit der 4-mal-100-Meter-Staffel im Vorlauf aus. Bei den Junioreneuropameisterschaften 2015 im schwedischen Eskilstuna gewann sie die Bronzemedaille mit der französischen Staffel. 2016 konnte sie sich sowohl für die Europameisterschaften in Amsterdam qualifizieren, als auch mit der Staffel für die Olympischen Sommerspiele in Rio de Janeiro. Bei den Europameisterschaften gelangte sie sowohl im Einzelbewerb, als auch mit der Staffel ins Finale und belegte dort die Ränge 7 und sechs.
Bei den Halleneuropameisterschaften 2017 in Belgrad erreichte sie im Finale den siebten Rang. Sie qualifizierte sich für die U23-Europameisterschaften in Bydgoszcz und konnte dort ihren Finallauf über 100 Meter nicht beenden.

## Bestleistungen
- 100 Meter: 11,19 s (+0,9 m/s), am 25. Juni 2016 in Angers
  - 60 Meter (Halle): 7,20 s, am 5. März 2017 in Belgrad